# Lars Bak
Lars Ytting Bak (ur. 16 stycznia 1980 w Silkeborgu) – duński kolarz szosowy, zawodnik profesjonalnej grupy Lotto Soudal.
Do zawodowego peletonu dołączył w 2002 roku. Startując w 2008 roku w jubileuszowym 65. Tour de Pologne został pierwszym liderem wyścigu po wygraniu I etapu (jazda drużynowa) przez jego zespół Team CSC. Słynie ze świetnej indywidualnej jazdy na czas. Jest czterokrotnym mistrzem swojego kraju w tej specjalizacji.

## Najważniejsze osiągnięcia
2004
- 1. miejsce na 1. etapie Tour de Luxembourg

2005
- 1. miejsce w mistrzostwach Danii w wyścigu ze startu wspólnego
- 1. miejsce w Tour de l’Avenir
  - 1. miejsce na 1. etapie
- 1. miejsce w Paris-Bourges

2007
- 1. miejsce w mistrzostwach Danii w jeździe na czas
- 1. miejsce na 5. etapie Tour de Wallonie

2008
- 1. miejsce w mistrzostwach Danii w jeździe na czas
- 2. miejsce w Tour de Pologne
  - 1. miejsce na 1. etapie (TTT) i pierwszy lider wyścigu

2009
- 1. miejsce w mistrzostwach Danii w jeździe na czas
- 6. miejsce w Dookoła Szwajcarii
- 7. miejsce w Eneco Tour
  - 1. miejsce na 5. etapie

2010
- 1. miejsce na drużynowym etapie TTT Vuelta a España

2011
- 1. miejsce na drużynowym etapie TTT Giro d’Italia
- 3. miejsce w GP Herning
- 5. miejsce w Paryż-Roubaix

2012
- 1. miejsce na 12. etapie Giro d’Italia
- 1. miejsce w Grand Prix de Fourmies

2013
- 2. miejsce w Post Danmark Rundt

2014
- 2. miejsce w Post Danmark Rundt

2015
- 2. miejsce w Post Danmark Rundt
- 6. miejsce w Driedaagse van De Panne-Koksijde